# Château de Bouillancourt-en-Séry
Le château de Bouillancourt-en-Séry, plus souvent appelé château de Bouillancourt, est situé sur le territoire de la commune de Bouillancourt-en-Séry dans la Somme. Construit à différentes époques (Xiiie siècle, XVIIe siècle, XVIIIe siècle et XIXe siècle), il est un exemple intéressant d’une forteresse médiévale transformée et adaptée au cours de l’histoire.
Il n’est pas possible de dater exactement la construction du château de Bouillancourt-en-Séry. Néanmoins, elle peut être située de manière relativement précise au début du XIIIe siècle, avant 1218, date à laquelle Guillaume de Cayeu y fonda une chapelle dédiée à saint Eustache dans la tour Nord-Est.
Depuis le 12 décembre 2001, les façades, les toitures et les sols archéologiques de l’ancienne basse-cour sont inscrits à l’inventaire supplémentaire des monuments historiques.
En 2020, le château devient un lieu ouvert au public. Il accueille plusieurs projets associatifs et fait l'objet d'importants travaux de restauration.

## Histoire
Le château de Bouillancourt est situé à près d’un kilomètre en retrait de la vallée de la Bresle, au centre du village de Bouillancourt-en-Séry. Il témoigne, sur le temps long, de l'évolution des formes et des usages des châteaux. Depuis la forteresse médiévale défensive à la résidence habitable des élites rurales en passant par la reprise des codes médiévaux au XVIIIe siècle par l’aristocratie d’Ancien Régime, le château de Bouillancourt-en-Séry offre un exemple intéressant des remaniements successifs permettant la mutation d’un château défensif en un château résidentiel.

### Une architecture militaire typique du début duXIIIesiècle
La construction du château de Bouillancourt-en-Séry est attestée dès 1218 quand Guillaume de Cayeu fonde dans la tour Nord-Est une chapelle dédiée à saint Eustache dont la gestion est confiée aux moines de l'abbaye Notre-Dame de Séry. La famille de Cayeu est alors l'une des plus puissantes du Vimeu et du Ponthieu médiéval.
La forme de la forteresse médiévale, mise en lumière par l’INRAP lors de fouilles en 2023, le rapproche des châteaux du début du XIIIe siècle qui adoptent une structure hexagonale sans donjon. C’est le cas du château de Boulogne-sur-Mer qui, construit entre 1225 et 1230, est doté d’une enceinte polygonale et de tours de flanquement aux angles sans donjon.
Six tours d’environ vingt mètres de haut étaient réunies par des murs épais abritant des galeries de communication. Chaque côté mesurait près de dix-neuf mètres et demi et les anciennes tours étaient munies de meurtrières dont certaines sont encore observables aujourd’hui.
Leurs bases empâtées étaient faites de pierres calcaires dures (matériau simple à extraire sur les plateaux picards) et, par endroit, d’assises mêlant silex et briques. Le sommet des tours était couronné de créneaux qui furent supprimés lors des réaménagements des XVIIe et XVIIIe siècles.

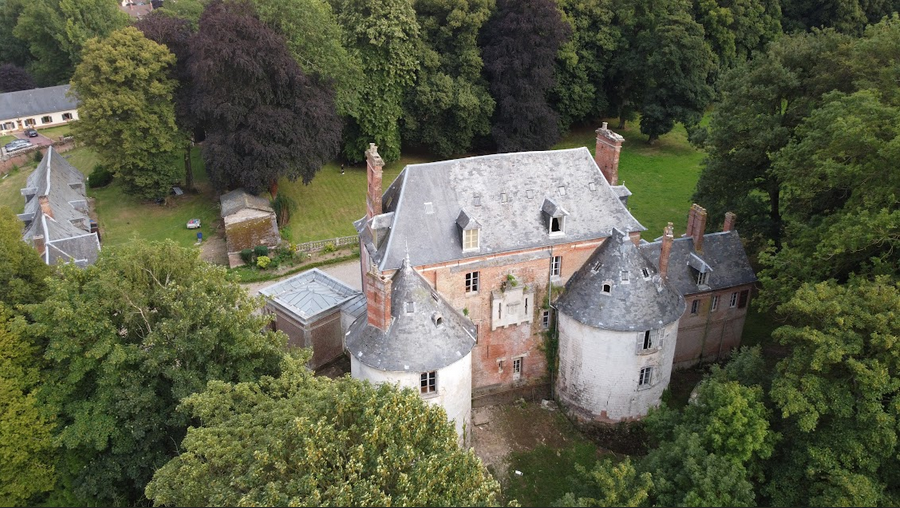
Vue aérienne de la façade ouest du château de Bouillancourt-en-Séry avant les travaux de l'année 2023-2024. On y observe notamment les deux tours restantes du château du XIIIe siècle et au centre les armoiries apposées au XIXe.

Une première porte donnait accès à une autre basse-cour, elle-même fortifiée par des tours et une enceinte. L’enceinte basse, beaucoup plus vaste, était renforcée par plusieurs tours  isolées du plateau par de larges fossés. Certaines de ces tours ont été retrouvées lors de fouilles entreprises en 1835 et leur existence a été confirmée par des nouvelles fouilles menées en avril-mai 2023 par l’INRAP.
Proche de la vallée de la Bresle, l’intérêt défensif de la place était indéniable du XIIIe au XVe siècle dans un contexte de rivalités à la frontière du duché de Normandie. Certaines des tours ont été endommagées durant la guerre de Cent Ans, notamment en 1433 à l’occasion de la prise du château par des troupes anglaises. À la suite de ces destructions et du fait de l’évolution des techniques de guerre, le château est progressivement devenu obsolète.
De cette structure défensive médiévale demeurent aujourd'hui les deux tours ouest. Comme l’a indiqué la DRAC lors de l'inscription de 2001 : « Les restes de l’époque médiévale témoignent d’une histoire et d’un type d’architecture castrale et militaire ».

### XVe–XVIIesiècles: une forteresse obsolète aux propriétaires illustres
Du XVe au XVIIe siècle, le château de Bouillancourt-en-Séry est vendu à de nombreuses reprises et s'y succèdent des propriétaires célèbres qui l'achètent avec les terres qui l'entourent. La seigneurie sort de la propriété de la famille de Cayeu en 1435 à la suite du rachat du château par Jean de Bourgogne à Hugues de Cayeu dernier Cayeu propriétaire de Bouillancourt et conseiller de Charles VII et de Philippe Le Bon. L'achètent successivement la famille d'Etampes de 1435 à 1483, la famille de Mailly de 1483 à 1566, la famille de Gonzague-Nevers de 1566 à 1628, la famille de Rambures de 1628 à 1634 avant le retour en 1634 de la famille de Gonzague-Nevers qui vend la propriété la même année à Jean L'Yver, seigneur de Boëncourt. 
| Dates            | Famille propriétaire                          |
| ---------------- | --------------------------------------------- |
| Début XIIIe-1435 | Famille de Cayeu                              |
| 1435-1483        | Famille d'Étampes                             |
| 1483-1566        | Famille de Mailly                             |
| 1566-1628        | Famille de Gonzague-Nevers                    |
| 1628-1634        | Famille de Rambures                           |
| 1634-1740        | Famille L'Yver                                |
| 1740-1753        | Jacques-Louis Roussel                         |
| 1753-1926        | Famille Boucher d'Ailly-Ternisien de Boiville |
| 1926-2020        | Famille Bougleux                              |
| Depuis 2020      | Famille de Lardemelle                         |

### Réaménagement duXVIIIesiècle: la reconversion en espace habitable
Dans un contexte général d’affaiblissement de la seigneurie de Bouillancourt-en-Séry, deux tours sont détruites dans la décennie 1640. Jean L’Yver organise alors d’importants travaux parmi lesquels la construction d’un logis seigneurial dont il ne subsiste aucune trace puis ses héritiers vendent le château en 1740 à Jacques-Louis Roussel.

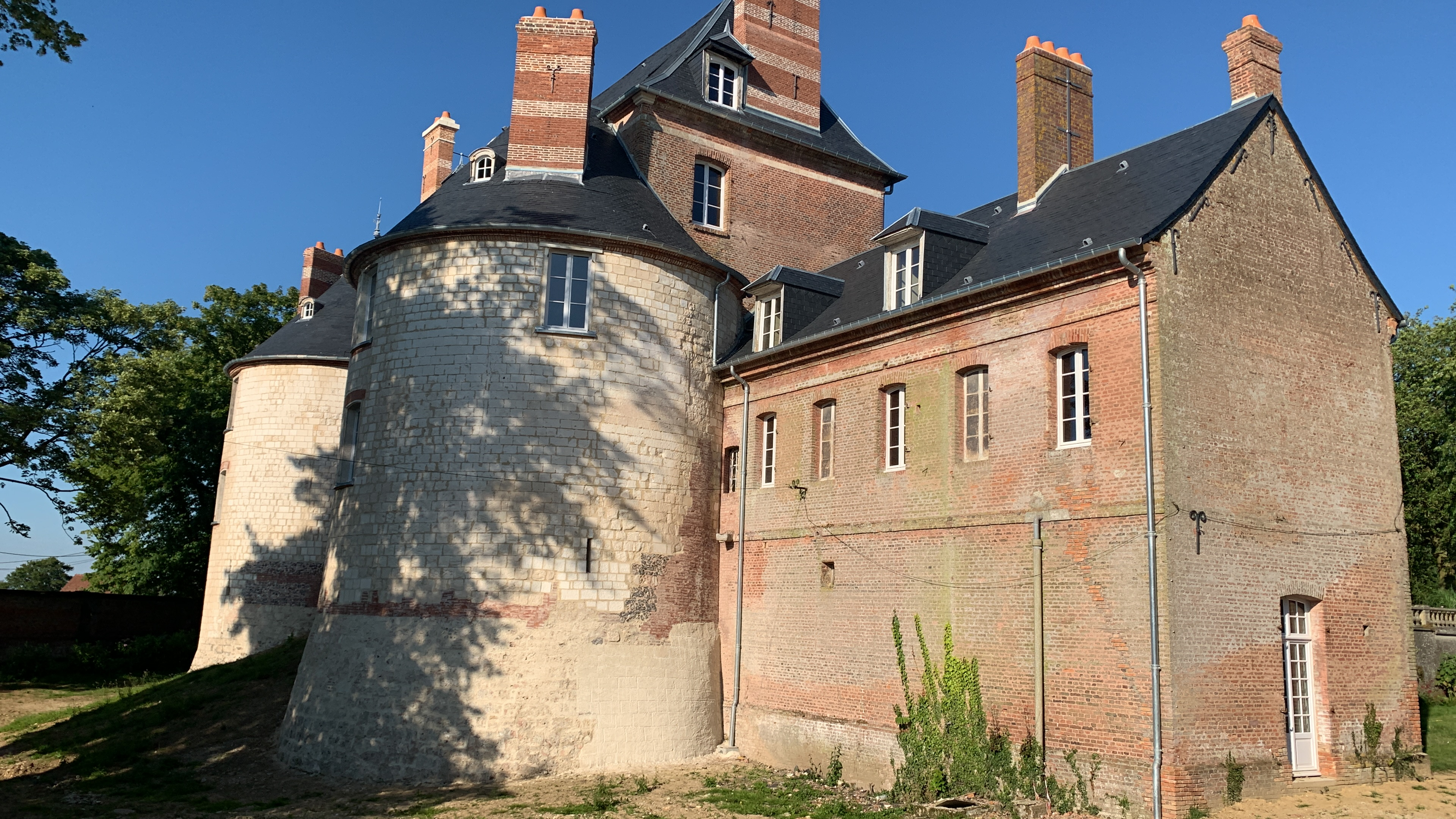
Vue de la façade sud du château de Bouillancourt-en-Séry après les travaux de l'année 2023-2024

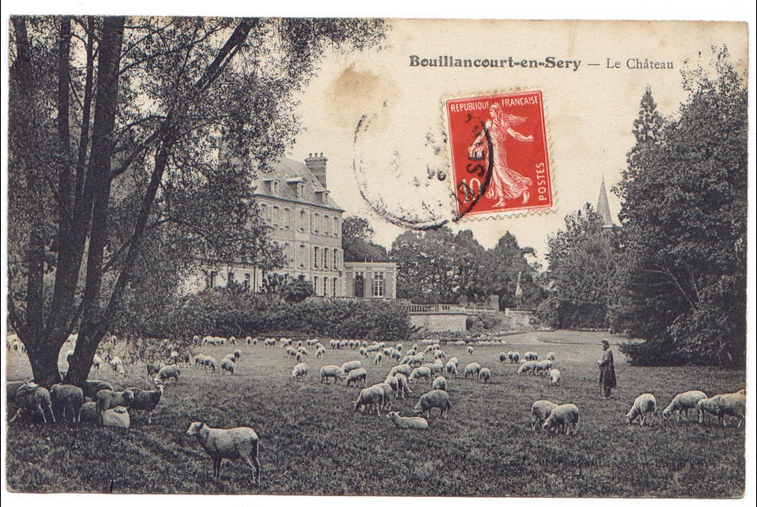
Vue de la façade est du château de Bouillancourt-en-Séry au début du XXe siècle

En 1753, le château est de nouveau vendu. L'acte de vente mentionne l'existence de quatre des tours du XIIIe siècle et du logis construit au XVIIe siècle. Désormais dépourvu de toutes fonctions défensives, d'importants travaux sont entrepris entre 1764 et 1775 : deux nouvelles tours sont détruites et le corps de logis actuel est construit. Les créneaux des tours disparaissent et les fossés sont comblés dans le cadre d’un projet de construction d’une maison adaptée à de nouveaux critères de vie.
À l'ouest, une façade en brique et pierre de Caen contraste avec les faits de briques et de moellons. Élevé sur trois niveaux, le corps de logis central correspond aux critères esthétiques et sociaux des XVIIe et XVIIIe siècles. Le château n’a alors plus d’usage défensif mais les vestiges de la forteresse médiévale sont conservés comme des éléments architecturaux décoratifs. La conservation des deux tours de la façade est témoigne ainsi de l’émergence progressive du mouvement néo-gothique et d’un nouvel imaginaire de la période médiévale. Le fait que la famille Le Boucher d’Ailly de Richemont conserve ces deux tours témoigne alors d’un nouveau rapport au Moyen Âge qui a de nombreuses résonances sociales, politiques, esthétiques et architecturales.

### La transformation auXIXesiècle: les stratégies d'une élite nouvelle
Au château de Bouillancourt, le XIXe siècle se caractérise par d’importants travaux qui commencent au début du XIXe siècle avec la construction de l’aile sud, réservée aux domestiques.

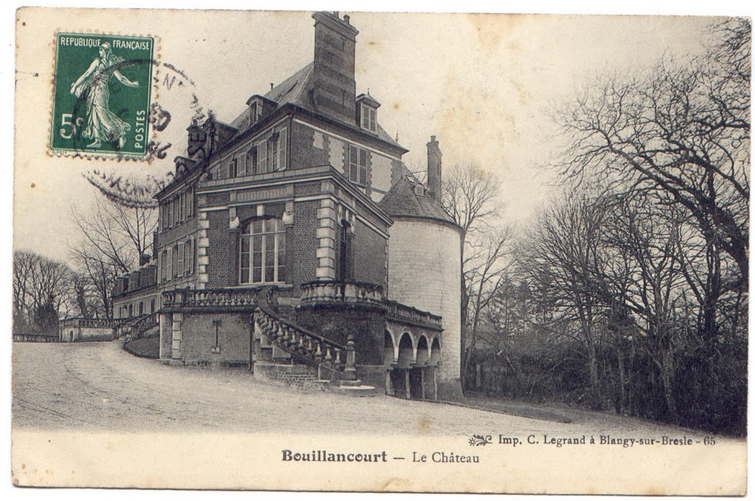
Vue de la façade nord du château de Bouillancourt-en-Séry au début du XXe siècle

Entre 1887 et 1900, de nouveaux travaux sont entrepris comme en témoigne le récit qu’en fait Paul de Boiville, le propriétaire de l’époque, dans ses mémoires. En 1887, il fait réaménager le rez-de-chaussée et le premier étage. Ce dernier, autrefois composé de salons, est transformé en chambre et la bibliothèque du rez-de-chaussée devient un salon. Il fait également construire un bureau d’inspiration victorienne au nord de la terrasse et fait construire maison du concierge. Sur la façade ouest, une porte est percée qui donnait une terrasse dont il ne reste plus que la poutre métallique.
Plus tard, entre 1887 et 1900, Paul de Boiville décide de réorganiser l’ancienne basse-cour en faisant construire les écuries et les dépendances de ferme encore visibles aujourd’hui. Un pigeonnier en torchis est également construit qui s’est effondré au début des années 2000.
Enfin, aux alentours de l’année 1886, la famille Ternisien de Boiville fait apposer entre les deux tours, sur la façade ouest, les armoiries des familles Ternisiens de Boiville et Le Boucher d’Ailly de Richemont. Cet ensemble de style néogothique est encadré de fausses meurtrières et de faux mâchicoulis.

## Le parc

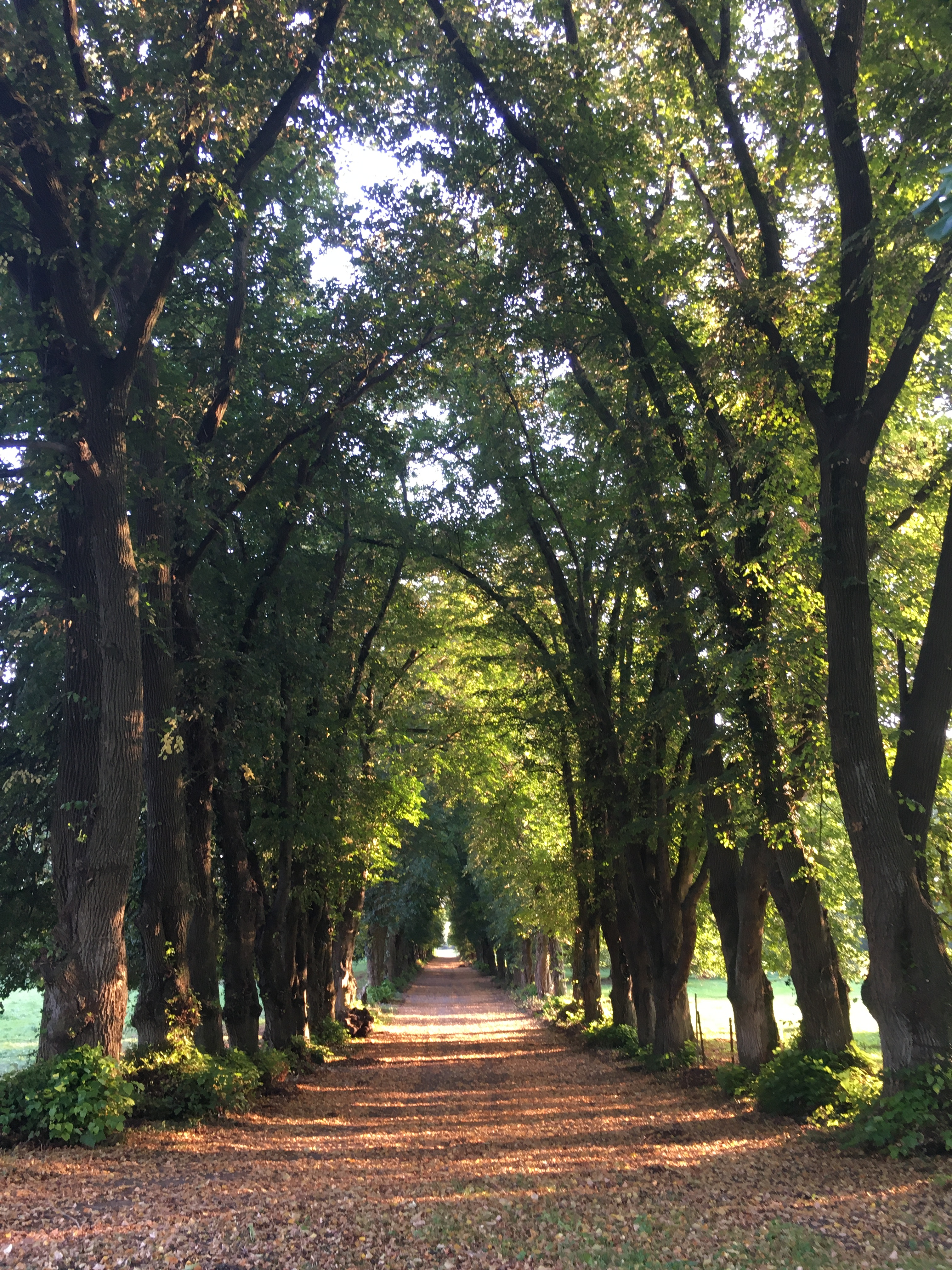
Allée des tilleuls du château de Bouillancourt-en-Séry

Le patrimoine arboré du parc révèle son histoire. Ces plantations ont suivi les différentes étapes de construction du château. On trouve ainsi un grand nombre d’arbres séculaires comme des hêtres pourpres, des tilleuls, des platanes ou des érables sycomores caractéristiques des plantations de prestige. On accède notamment au château par une grande allée de 144 tilleuls plantés au XIXe siècle.
Le parc du château, qui a historiquement tenu une fonction décorative et plaisancière, continue à ce jour sa fonction d'espace d'ingénierie agricole. Un potager en permaculture et en maraichage sur sol vivant renouvelle l'usage nourricier et productif des sols du château,.

## Le château aujourd'hui
Racheté en 2020 par des particuliers, le château a été transformé pour pouvoir s’ouvrir aux publics. Il devient à cette occasion une structure qui accueille des projets associatifs et soutient différentes initiatives locales culturelles, patrimoniales et sociales.
Il devient un tiers-lieu labellisé Fabriques de Territoires en 2023, qui accueille et soutient des projets divers : potager en permaculture, résidences d’artistes, concerts, visites historiques, accueil de groupes de musique, expositions, épicerie participative, événements culinaires et gastronomiques.
Lauréat pour le département de la Somme du loto du patrimoine porté par la Mission Bern, le château bénéficie d’une aide  qui lui permet de procéder en 2023 à d’importantes restaurations. Le projet est également soutenu par la DRAC Hauts-de-France, la Fondation du Patrimoine, la Fondation Belle Main, la Banque des Territoires, la Fondation Mérimée, la Fondation AirBNB, Réinventer le Patrimoine ou encore l’ANCT.  
Le 4 juillet 2024, le château de Bouillancourt accueille la flamme olympique à l'occasion des Jeux Olympiques de Paris. 

## Galerie

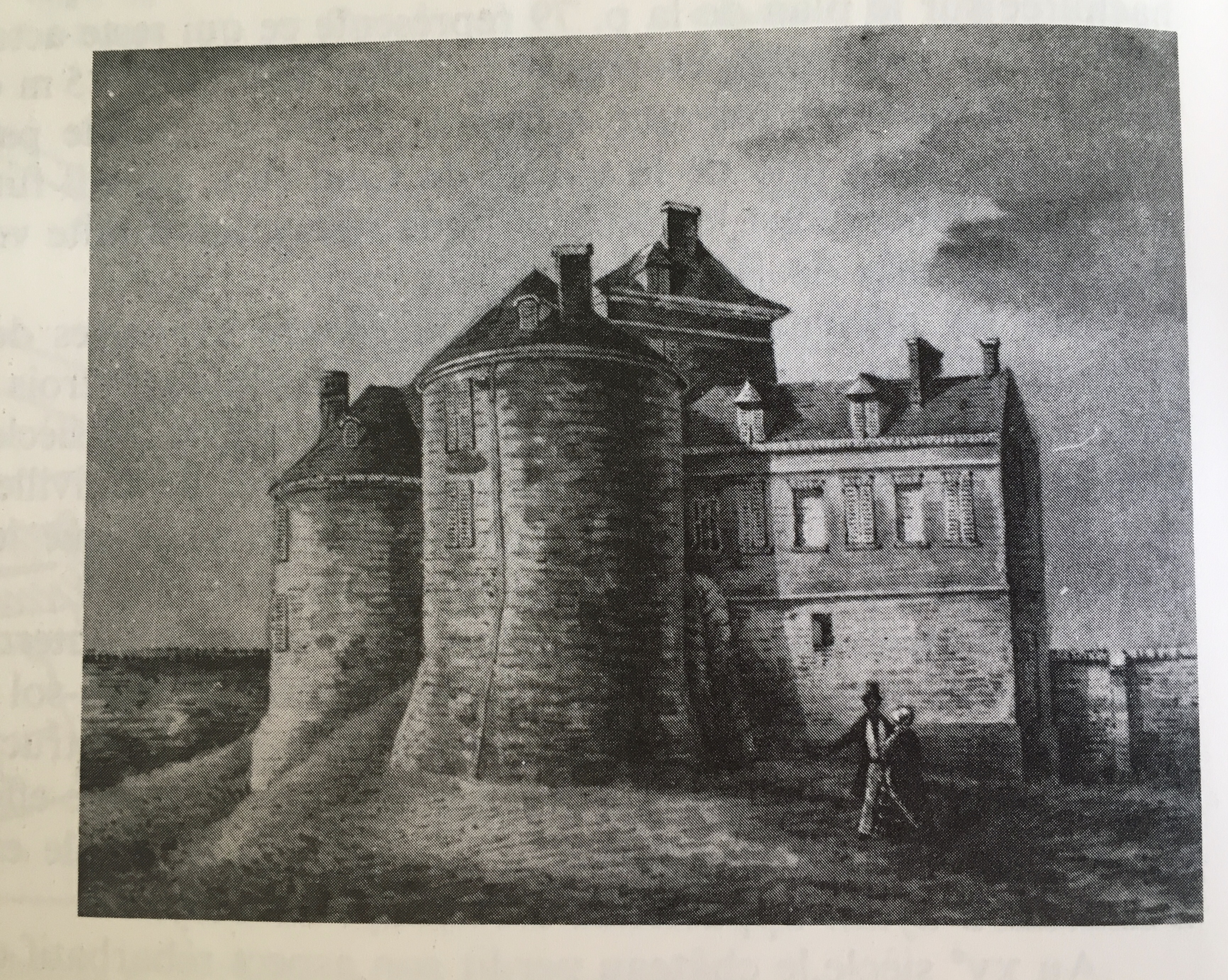
Gravure du château de Bouillancourt (1857) - vue du Sud
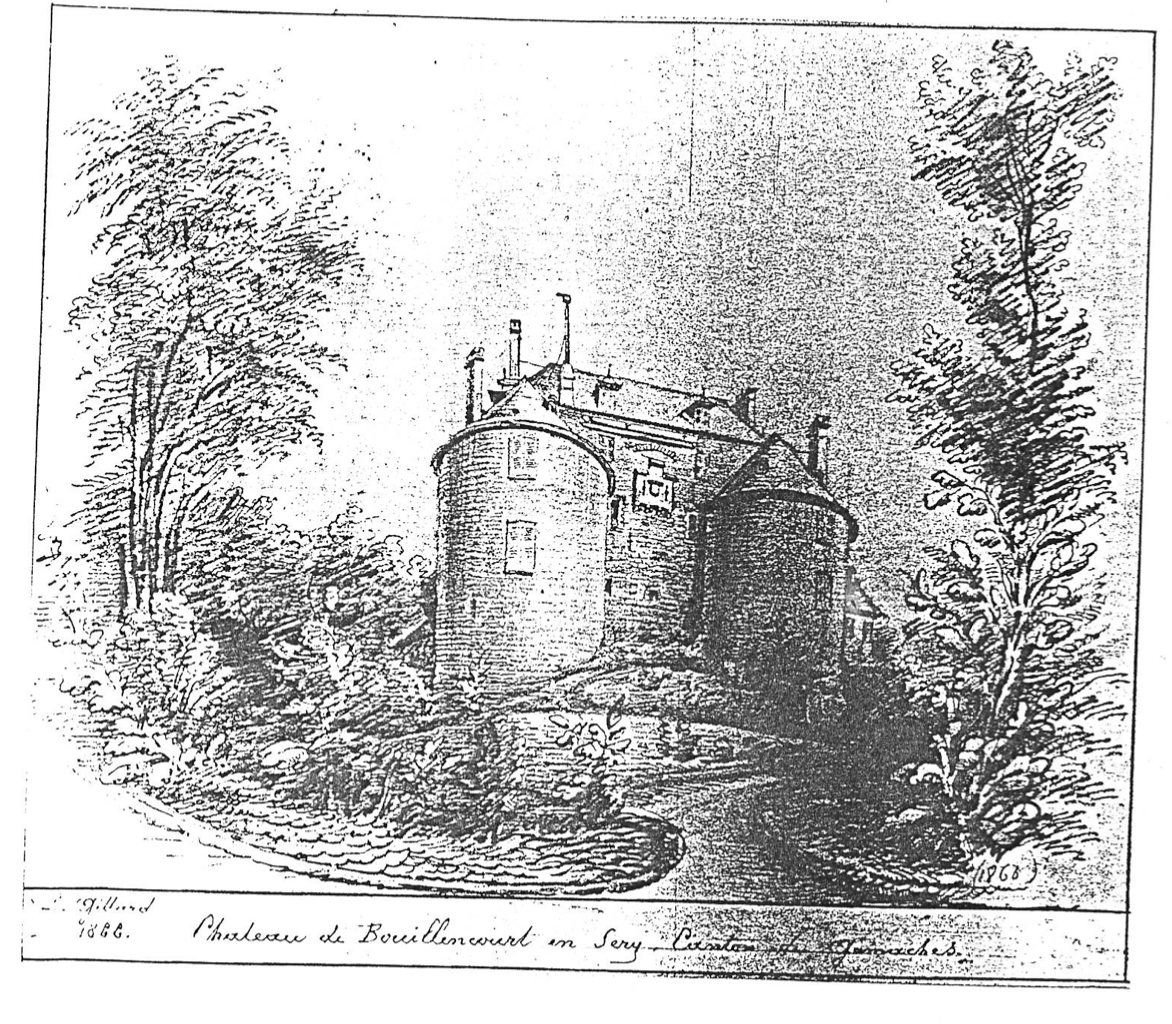
Gravure du château de Bouillancourt (1866) - vue de l'Ouest
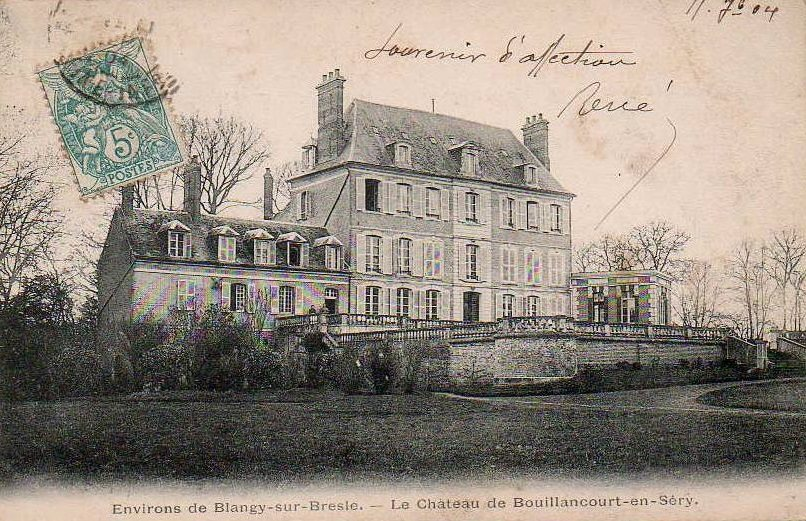
Carte postale du château de Bouillancourt (début du XXe siècle) - vue de l'Est
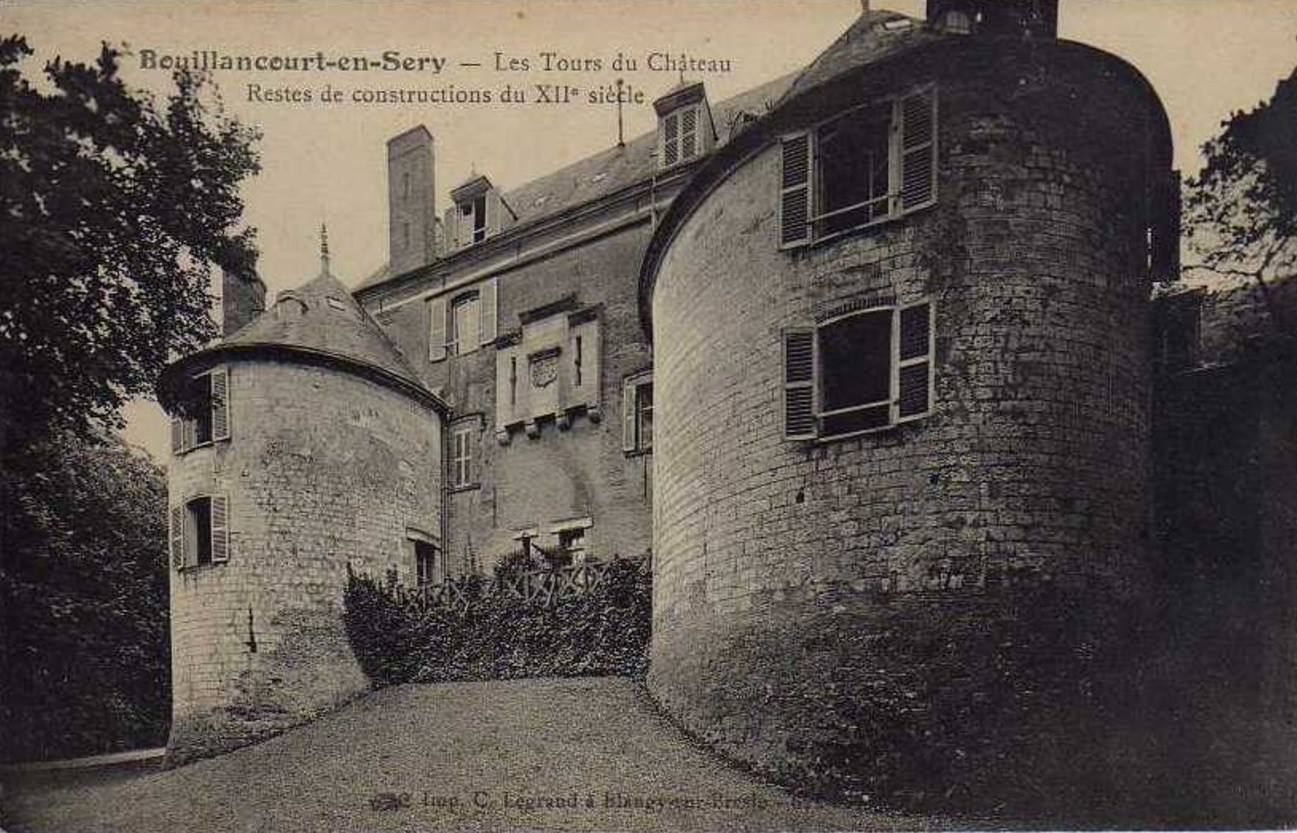
Carte postale du château de Bouillancourt (début du XXe siècle) - vue de l'Ouest
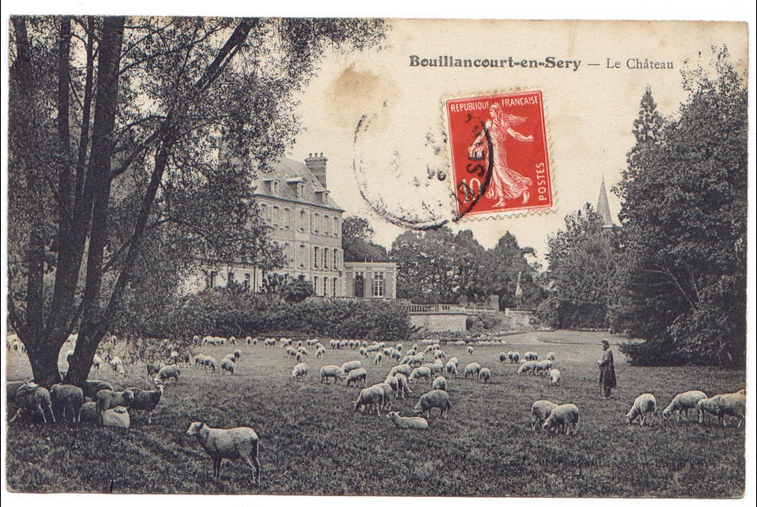
Carte postale du château de Bouillancourt (début du XXe siècle) - vue du Sud
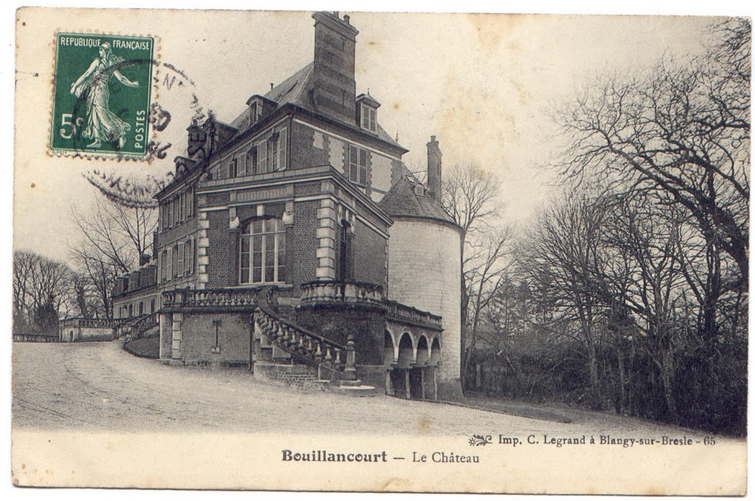
Carte postale du château de Bouillancourt (début du XXe siècle) - vue du Nord
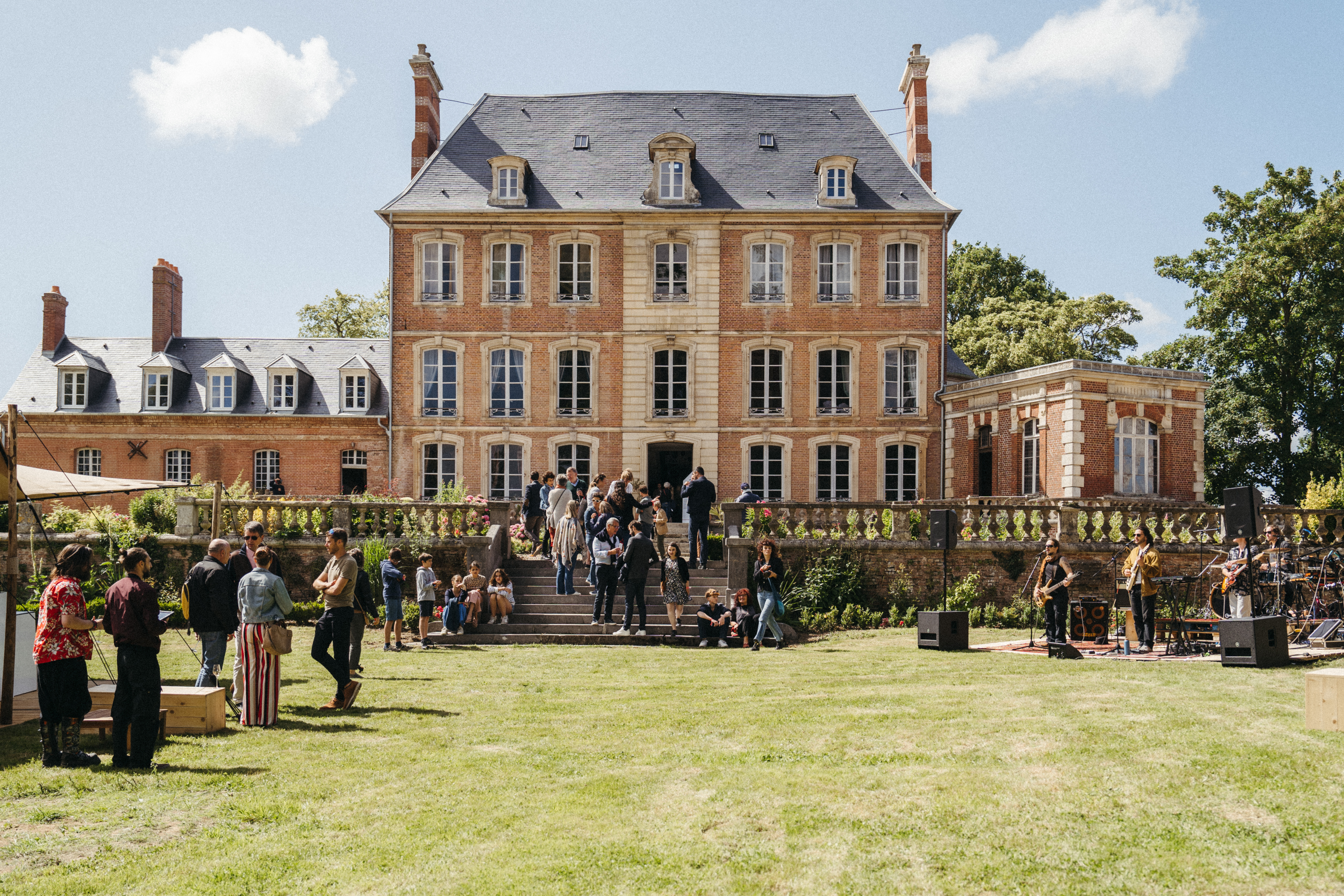
Vue du château de Bouillancourt - façade est
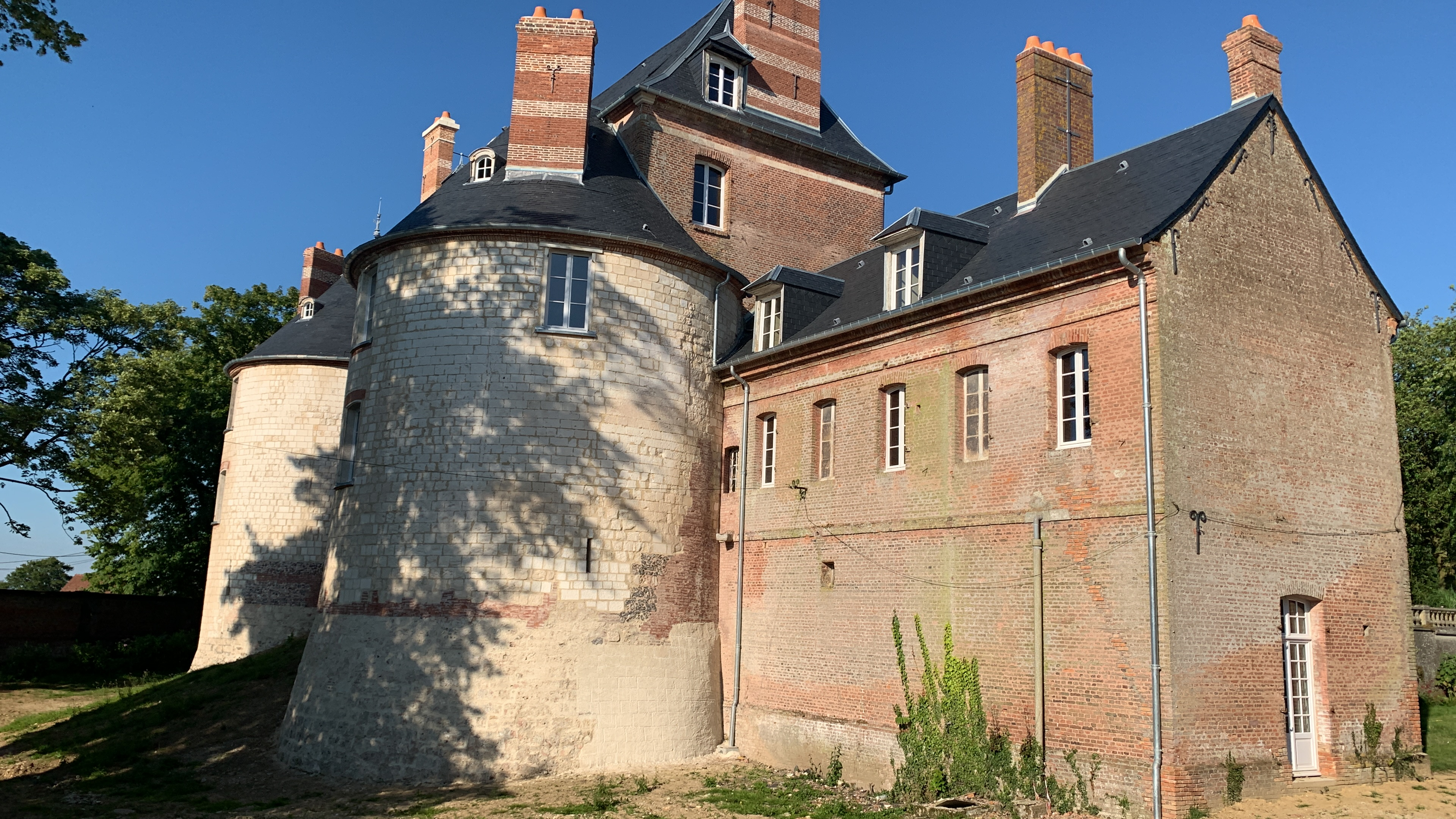
Vue sud du château de Bouillancourt
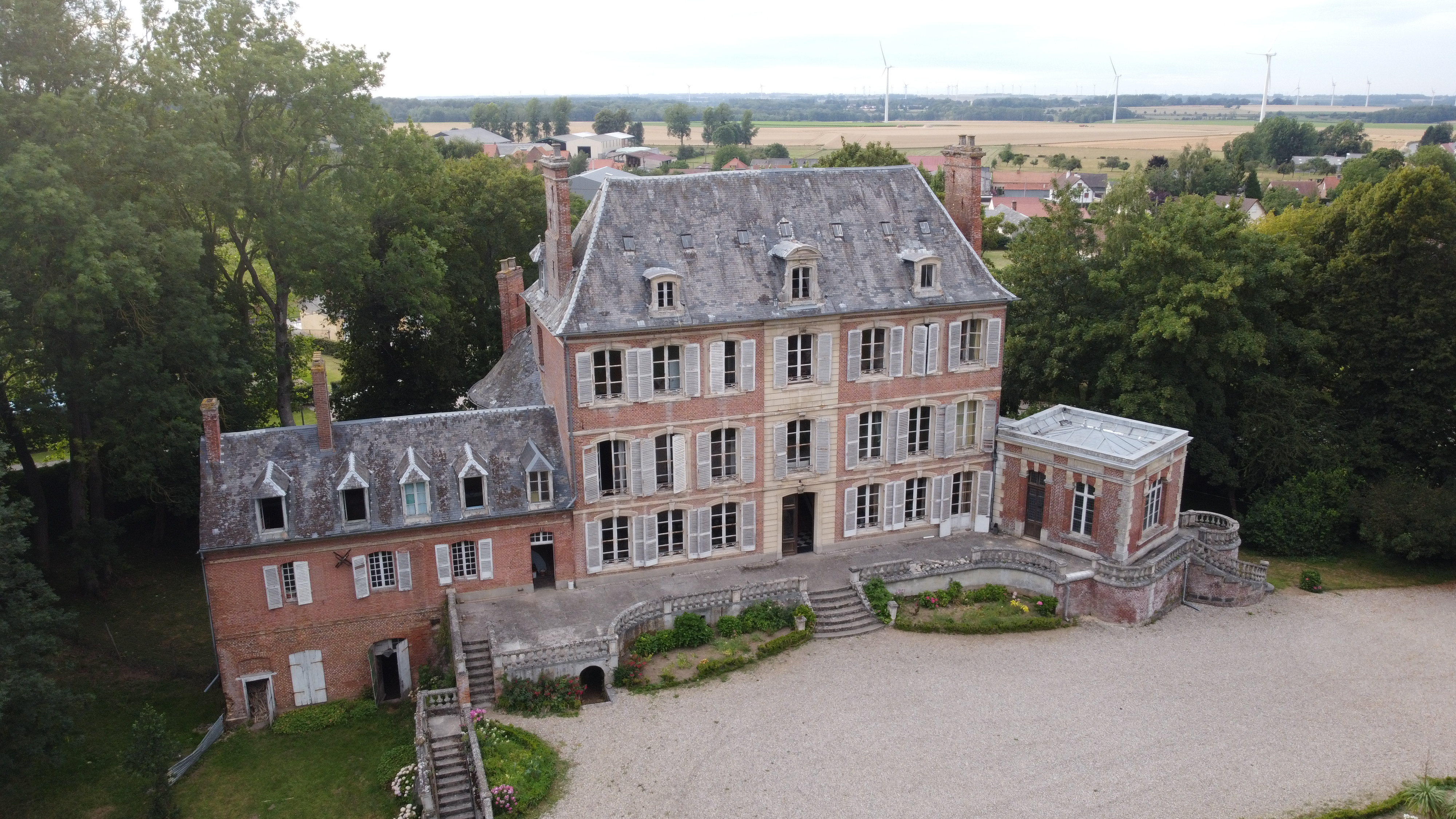
Photographie aérienne du château de Bouillancourt avant les travaux - vue de l'Est
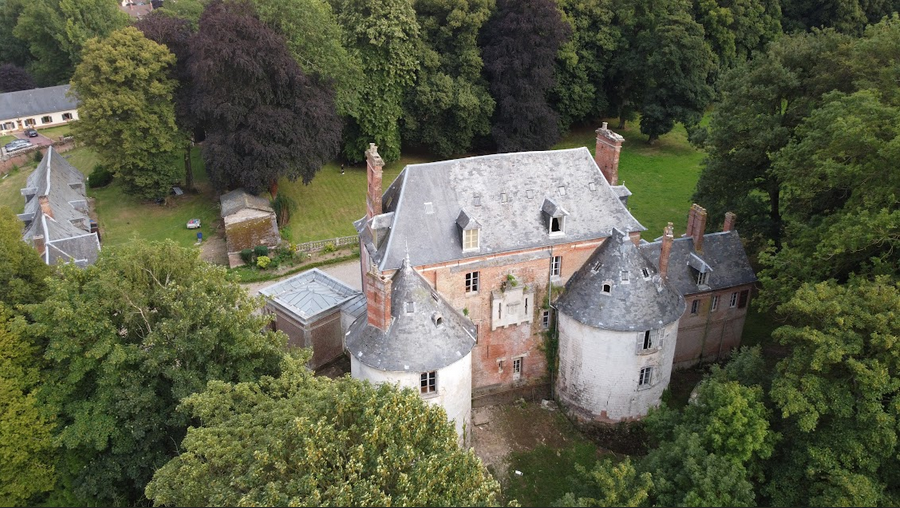
Photographie aérienne du château de Bouillancourt avant les travaux - vue de l'Ouest
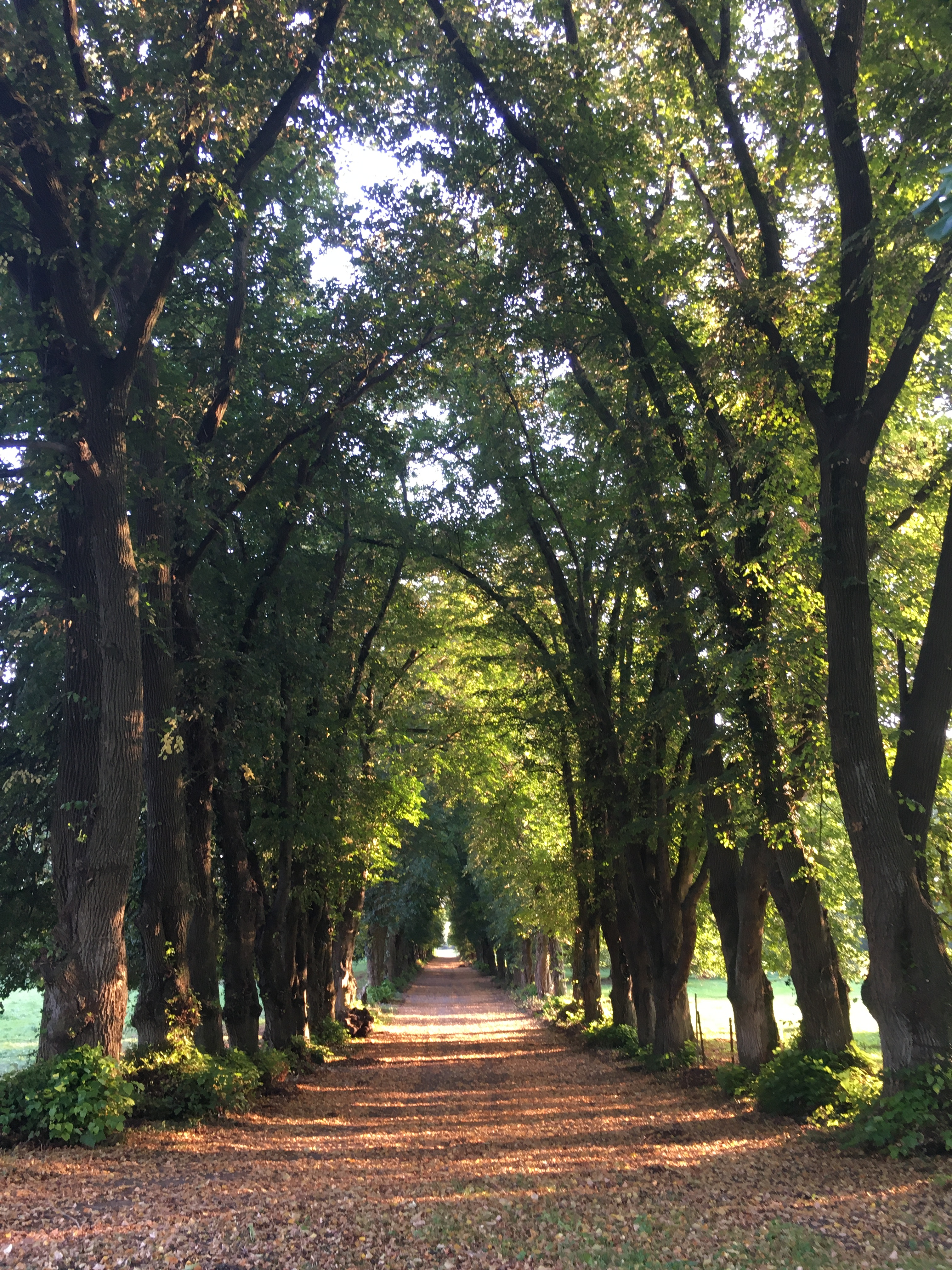
Allée des tilleuls du château de Bouillancourt
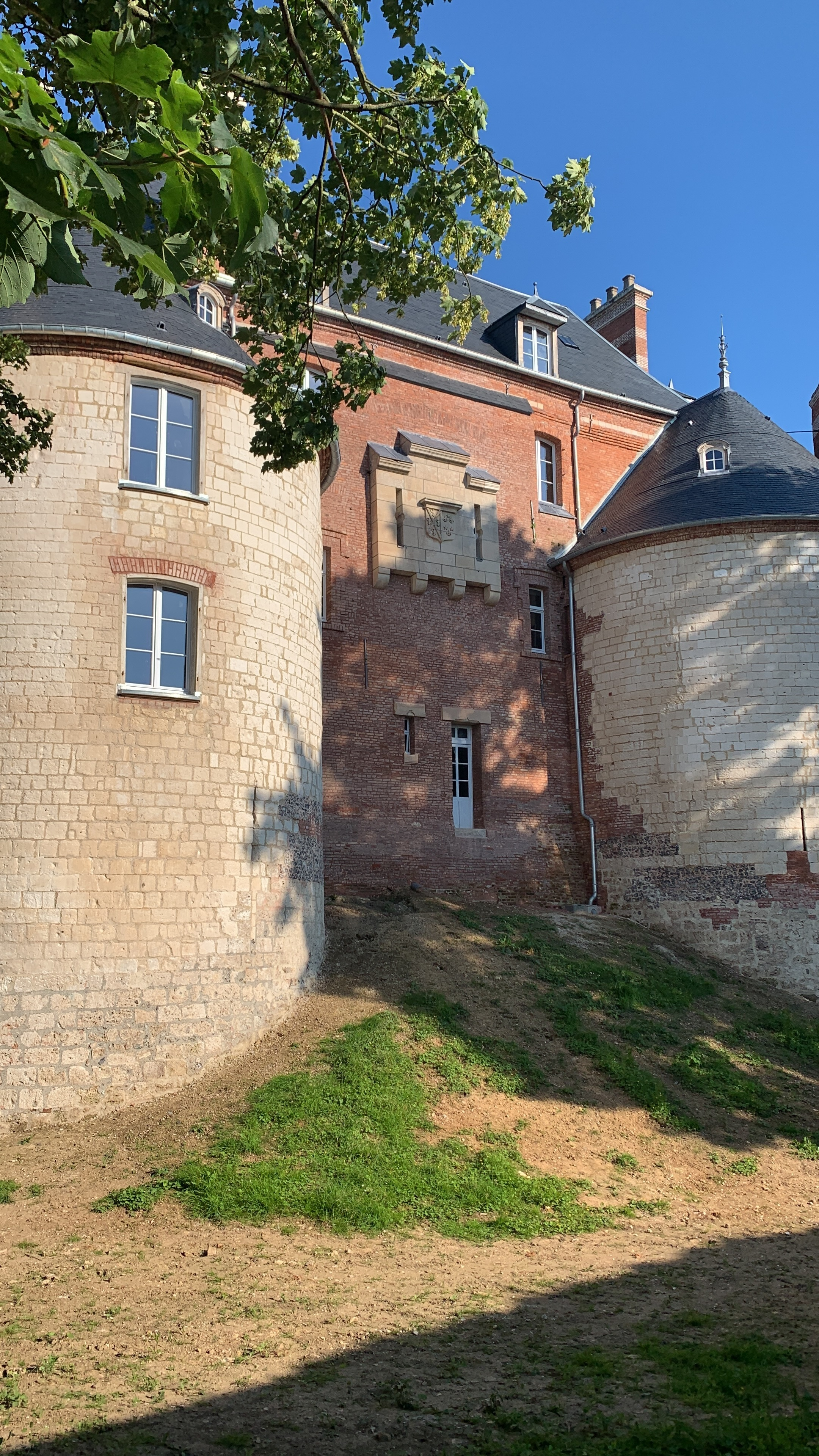
Façade ouest après travaux